# Mănăstirea (Călărași)
Mânăstirea é uma comuna romena localizada no distrito de Călăraşi, na região de Muntênia. A comuna possui uma área de 123.54 km² e sua população era de 5930 habitantes segundo o censo de 2007.